# راچدر
راچدر، روستایی از توابع بخش سرباز شهرستان سرباز در استان سیستان و بلوچستان ایران است.

## جمعیت
این روستا در دهستان سرکور قرار دارد و براساس سرشماری مرکز آمار ایران در سال ۱۳۸۵، جمعیت آن ۳۸۴ نفر (۶۶خانوار) بوده‌است.تاسیس دهیاری درسال 1396 بوده